# Erin Cahill
Erin Jessica Cahill (Stafford, 4 de enero de 1980) es una actriz estadounidense, más conocida por haber interpretado a Jen Scotts en la serie Power Rangers Time Force.

## Biografía
Comenzó a actuar en producciones a los cuatro años y comenzó a cantar y bailar a los ocho años. Ella fue Miss Pre-Teen Virginia en 1991 y la primera finalista de Miss América Junior. Ella continuó actuando en sus años de instituto en Brooke Point. Como joven, fue la única en tener puntuaciones perfectas en todas las fases de su audición a la Escuela del Gobernador de las Artes en drama. Después de graduarse de la preparatoria en 1998, asistió al Marymount Manhattan College en Nueva York con una beca académica y las artes escénicas. Ella salió de la universidad a los 19 años para comenzar a tiempo a actuar en  Los Ángeles.

## Carrera
En 2001 se unió al elenco principal de la serie de televisión infantil Power Rangers Time Force, donde interpretó a Jen Scotts, la Ranger Rosa. En 2002 apareció como invitada en la serie Power Rangers Wild Force, donde volvió a interpretar a Jen Scotts.

## Filmografía
| Año  | Filme                            | Papel         | Notas |
| ---- | -------------------------------- | ------------- | ----- |
| 2003 | Bill the Intern                  | Darlene       |       |
| 2003 | Creature Unknown                 | Jill          |       |
| 2008 | Fast Track No Limits             | Katie Reed    |       |
| 2009 | Boogeyman 3                      | Sarah         |       |
| 2010 | Una chihuahua de Beverly Hills 2 | Rachel        |       |
| 2012 | Una chihuahua de Beverly Hills 3 | Rachel        |       |
| 2016 | Cut to the Chase                 | Isobel Chase  |       |
| 2016 | The Watcher                      | Emma Curtis   |       |
| 2016 | Sleigh Bells Ring                | Laurel Bishop |       |
| 2020 | Una Navidad Atemporal            | Megan Turner  |       |

| Año             | Título                        | Rol                                 | Notas                                                          |
| --------------- | ----------------------------- | ----------------------------------- | -------------------------------------------------------------- |
| 2001            | Power Rangers Time Force      | Jen Scotts/Pink Time Force Ranger   | Elenco principal, serie de TV Fox Kids                         |
| 2002            | Power Rangers Wild Force      | Jen Scotts/Pink Time Force Ranger   | Invitada 2 episodios, serie de TV                              |
| 2003            | Crossing Jordan               | Tyler                               | Invitada 1 episodio, serie de TV NBC                           |
| 2004            | Mountain Dew Network          | Ella misma                          | Anfitriona                                                     |
| 2005            | American Dreams               | -                                   | Invitada 1 episodio, serie de TV                               |
| 2006            | Free Ride                     | Amber Danwood                       | Elenco recurrente 6 episodios, serie de TV                     |
| 2007            | Cold Case                     | Francis Stone                       | Invitada 1 episodio, serie de TV                               |
| 2007            | CSI: Miami                    | Rachel Hemming                      | Invitada 1 episodio, serie de TV                               |
| 2008            | Supernatural                  | Elizabeth                           | Invitada 1 episodio, serie de TV The CW                        |
| 2008            | Greek                         | Trish                               | Invitada 1 episodio, serie de TV                               |
| 2008            | Without a Trace               | Brook Simms                         | Invitada 1 episodio, serie de TV                               |
| 2008            | How I Met Your Mother         | Heather Mosby                       | Invitada 1 episodio, serie de TV                               |
| 2009            | Grey's Anatomy                | Meg Shelley                         | Invitada 1 episodio, serie de TV ABC                           |
| 2009            | General Hospital              | Cassandra                           | Elenco recurrente 7 episodios, serie de TV                     |
| 2009            | Monk                          | Callie Esterhaus                    | Invitada 1 episodio, serie de TV                               |
| 2009            | NCIS                          | Navy Lieutenant Jessica Summers     | Invitada 1 episodio, serie de TV                               |
| 2009            | The Mentalist                 | Donna Hines                         | Invitada 1 episodio, serie de TV                               |
| 2010            | CSI: NY                       | Agent Pangle                        | Invitada 1 episodio, serie de TV                               |
| Ghost Whisperer | Kelly Ferguson                | Invitada 1 episodio, serie de TV    |                                                                |
| Castle          | Cecily Burkett                | Invitada 1 episodio, serie de TV    |                                                                |
| House           | Margaret McPherson            | Invitada 1 episodio, serie de TV    |                                                                |
| 2011            | Law & Order: LA               | Annette Kay                         | Invitada 1 episodio, serie de TV                               |
| 2011            | Chase                         | Caroline Belkin                     | Invitada 1 episodio, serie de TV                               |
| 2012            | Chuck                         | Bobbi                               | Invitada 1 episodio, serie de TV                               |
| 2012            | Blue Eyed Butcher             | Jessica Wright                      | Elenco principal, película de TV (Lifetime)                    |
| 2013            | Body of Proof                 | Charlotte Tilney                    | Invitada 1 episodio, serie de TV                               |
| 2013            | Red Widow                     | Felicity                            | Elenco recurrente 5 episodios, serie de TV                     |
| 2013            | Sleepy Hollow                 | Lena Gilbert                        | Invitada 1 episodio, serie de TV FOX                           |
| 2014            | Garfunkel and Oates           | Jenny                               | Invitada 1 episodio, serie de TV                               |
| 2014            | NCIS: Los Angeles             | FBI Special Agent Carole Gordon     | Invitada 1 episodio, serie de TV                               |
| 2014            | Delirium                      | Rachel Haloway                      | Elenco principal, película de TV (Fox)                         |
| 2015            | Bones                         | Ashleigh Smith                      | Invitada 1 episodio, serie de TV                               |
| 2016            | Sleigh Bells Ring             | Laurel Bishop                       | Elenco principal, película de TV (Hallmark)                    |
| 2017            | Nanny Seduction               | Vanessa                             | Elenco principal, película de TV (Lifetime)                    |
| 2017            | Nanny Nightmare               | Lauren                              | Elenco principal, película de TV                               |
| 2017            | Stitchers                     | Stephanie Fisher                    | Invitada 2 episodios, serie de TV Freeform                     |
| 2017-2018       | Power Rangers Hyperforce      | Jen Scotts / Pink Time Force Ranger | Invitada 2 episodios, serie de TV                              |
| 2018            | Criminal Minds                | Mrs. Wilson                         | Invitada 1 episodio, serie de TV                               |
| 2018            | 9-1-1                         | Tammy                               | Invitada 1 episodio, serie de TV                               |
| 2018            | Last Vermont Christmas        | Megan Gaper                         | Elenco principal, película de TV (Hallmark Movies & Mysteries) |
| 2018            | Muse (aka Killer Inspiration) | Amanda Jennings                     | Elenco principal, película de TV                               |
| 2018            | Hometown Christmas            | Jen                                 | Elenco principal, película de TV (Lifetime)                    |
| 2019            | L.A.'s Finest                 | Claire Smith                        | Invitada 1 episodio, serie de TV                               |
| 2019            | Random Acts of Christmas      | Sydney                              | Elenco principal, película de TV (Lifetime)                    |
| 2019            | Love, Fall & Order            | Claire Hart                         | Elenco principal, película de TV (Hallmark)                    |
| 2019            | Christmas on the Range        | Kendall Riley                       | Elenco principal, película de TV (Hallmark)                    |
| 2020            | The Secret Ingredient         | Kelly McIntire                      | Elenco principal, película de TV (Hallmark)                    |
| 2020            | A Timeless Christmas          | Megan Turner                        | Elenco principal, película de TV (Hallmark)                    |
| 2021            | Mystery 101: Killer Timing    | Kate Colson, FBI Agent              | Elenco principal, película de TV (Hallmark Movies & Mysteries) |
| 2021            | Every Time A Bell Rings       | Charlotte Daniels                   | Elenco principal, película de TV (Hallmark)                    |
| 2021            | Love on the Road              | Abby Brooks                         | Elenco principal, película de TV                               |
| 2022            | Christmas Bedtime Stories     | Danielle Aames                      | Elenco principal, serie de TV (Hallmark Movies & Mysteries)    |
| 2023            | Hearts of the Game            | Hazel                               | Elenco principal, película de TV (Hallmark)                    |
| 2024            | A Taste of Love               | Taylor                              | Elenco principal, película de TV (Hallmark)                    |